# آرثر كرامر
آرثر كرامر (بالإنجليزية: Arthur Kramer)‏ هو محامي أمريكي، ولد في 10 يناير 1927 في نيويورك في الولايات المتحدة، وتوفي في 26 يناير 2008.